# 미국 국립 의학 도서관

미국 국립 의학 도서관 로고.

미국 국립 의학 도서관(United States National Library of Medicine, NLM)은 미국 연방 정부가 운영하는, 세계 최대의 의학 도서관이다. 메릴랜드주 베서스다에 위치해 있는 이 도서관은 미국 국립 보건원 소속이다.
1984년부터 현재의 도서관장은 도널드 A.B. 린드버그이다.

## PubMed, Index Medicus, NCBI
1879년 이후로 미국 국립 의학 도서관은 별도 선별된 5,000건에 가까운 수의 저널에 대한 월간 가이드인 의학 색인을 출판해오고 있다. 의학 색인의 마지막 발행일은 2004년 12월로 인쇄되었으나 이 정보는 1960년대부터 쌓아온 1,500만 건 이상의 MEDLINE 저널을, 1950년대부터 쌓아온 150만 건의 서지사항들을 포함, 무료로 접속 가능한 PubMed를 통해 제공된다.
미국 국립의학도서관은 또한 Entrez 검색엔진을 통해 인터넷에서 쉽게 접속 가능한 생물학 데이터베이스 (PubMed)가 위치한 미국 국립생물공학정보센터(NCBI)도 운영한다.

## 참조
1. ↑  DeBakey ME (1991). “The National Library of Medicine. Evolution of a premier information center”. 《JAMA》 266 (9): 1252–8. doi:10.1001/jama.266.9.1252. PMID 1870251.
2. ↑  Director, NLM
3. ↑  “PubMed”. United States National Library of Medicine. 2013년 5월 28일에 확인함.
4. ↑  “NCBI Educational Resources”. United States National Library of Medicine. 2013년 5월 28일에 확인함.

## 같이 보기
- PubMed

## 추가 문헌
- Miles, Wyndham D. (1992). A History of the National Library of Medicine: The Nation's Treasury of Medical Knowledge. U. S. Government Printing Office.